# Aeginopsis laurentii
Aeginopsis laurentii is een hydroïdpoliep uit de familie Aeginidae. De poliep komt uit het geslacht Aeginopsis. Aeginopsis laurentii werd in 1838 voor het eerst wetenschappelijk beschreven door Brandt. 